# Station Kilbarrack
Station Kilbarrack is een treinstation in Kilbarrack, een buitenwijk in het noorden van Dublin. Het station ligt aan de noordelijke tak van DART.  
Naar Dublin rijdt ieder kwartier een DART-trein. In noordelijke richting rijdt ieder kwartier een trein naar Howth Juntion, deze rijden door naar Malahide of Howh. In Howth Junction is een aansluiting richting Drogheda. 